# NGC 4361
NGC 4361 est une nébuleuse planétaire située dans la constellation du Corbeau. Elle a été découverte par l'astronome germano-britannique William Herschel en 1785.

## Observation
Avec une magnitude visuelle apparente de 10,4, on doit utiliser un télescope dont l'ouverture est d'au moins 150 mm pour l'observer.

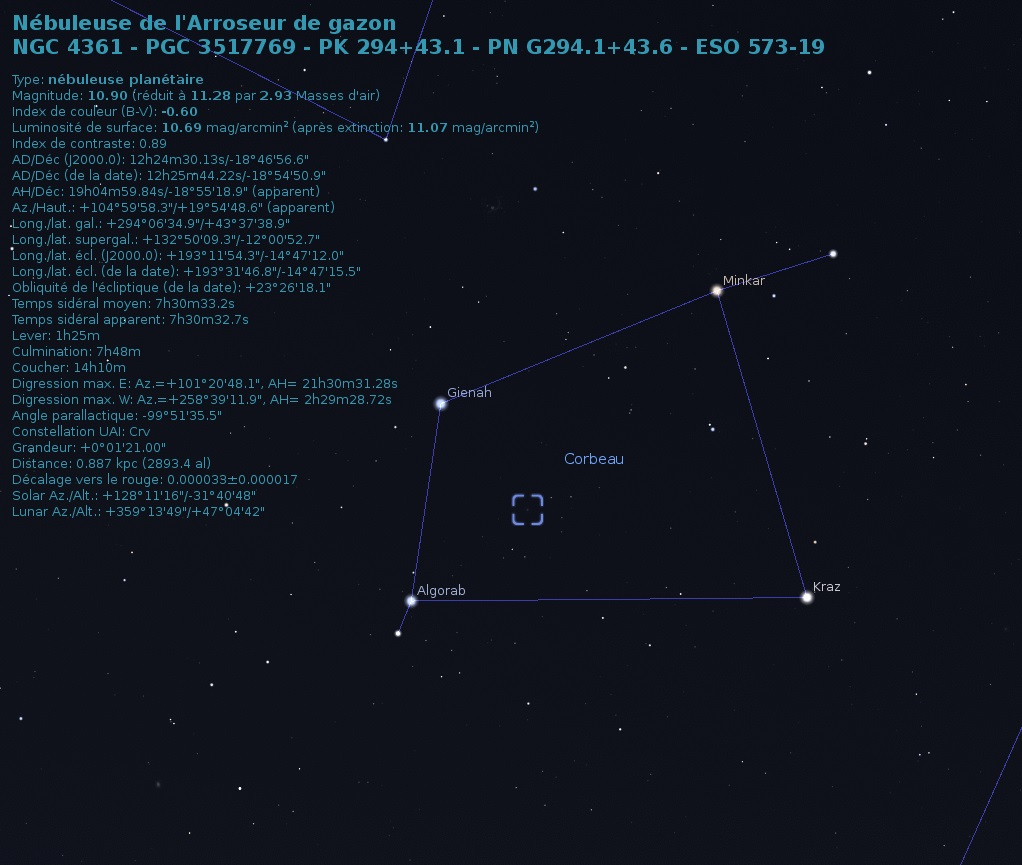
Localisation de NGC 4361 dans la constellation du Corbeau. (Stellarium)

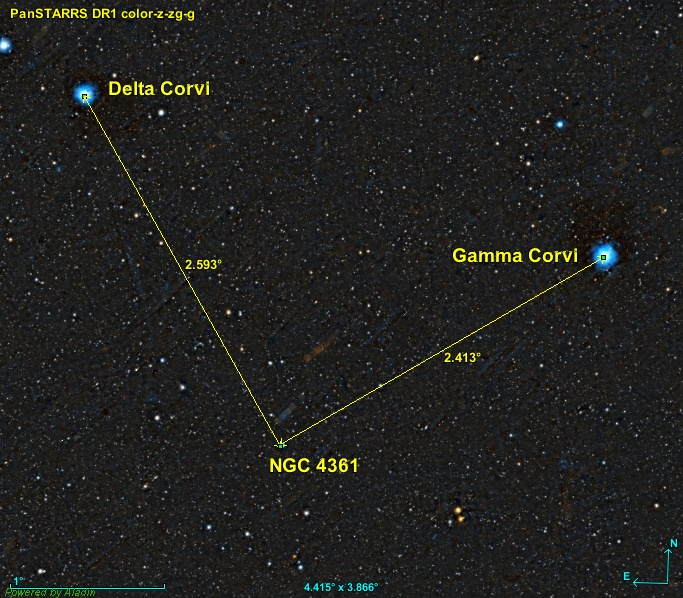
Position de NGC 4361 par rapport à deux étoiles.

La nébuleuse NGC 4361 est située à environ 2,6 degrés au sud-ouest de Delta Corvi (Algorab) et à environ 2,4 degrés au sud-est de Gamma Corvi(Gienah).

## Caractéristiques

### Distance, taille et vitesse
Le logiciel en ligne Aladin Lite permet de consulter les données astronomiques de plusieurs catalogues, dont le « GAIA EARLY DATA RELEASE 3 (GAIA EDR3) ». La parallaxe de NGC 4361 est égale à 0,965 3 ± 0,043 9 mas, ce qui correspond à une distance de 1036 +49
−45 pc.
La taille apparente de la nébuleuse est de 2,1 minutes d'arc, ce qui, compte tenu de la distance et grâce à un calcul simple, équivaut à une taille réelle de 2,1 ± 0,1 al.
Deux valeurs identiques de la vitesse sont indiquées sur la base de données Simbad, soit 10 ± 5 km/s,.

### Âge
L'âge cinématique d'une nébuleuse planétaire peut être estimé à partir de sa vitesse d'expansion. Selon González-Santamaría et ses collègues, la vitesse d'expansion de NGC 4361 est de 32 km/s, ce qui lui confère un âge cinématique de 5,8 milliers d'années. Toujours selon ces mêmes auteurs, il s'est écoulé environ 9 900 ans depuis que l'étoile a quitté la branche asymptotique des géantes et que la nébuleuse l'enveloppant a atteint 1% de la masse du progéniteur.

### Étoile centrale

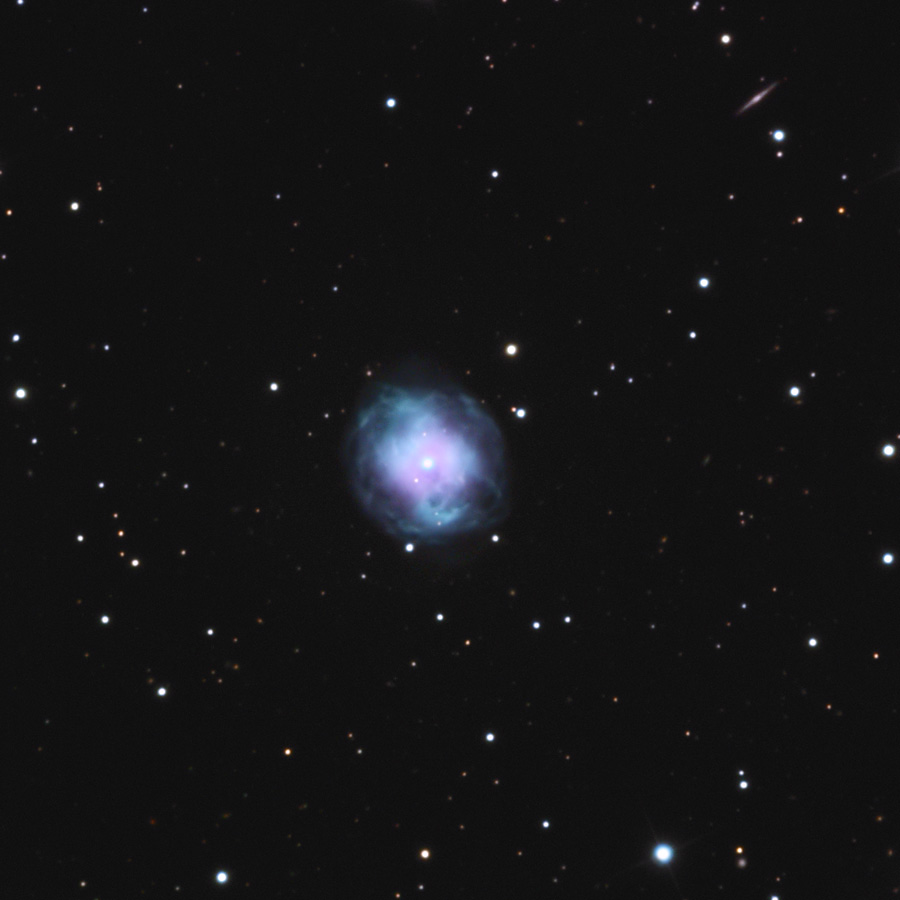
NGC 4361 par Adam Block (Observatoire du mont Lemmon/Université de l'Arizona).

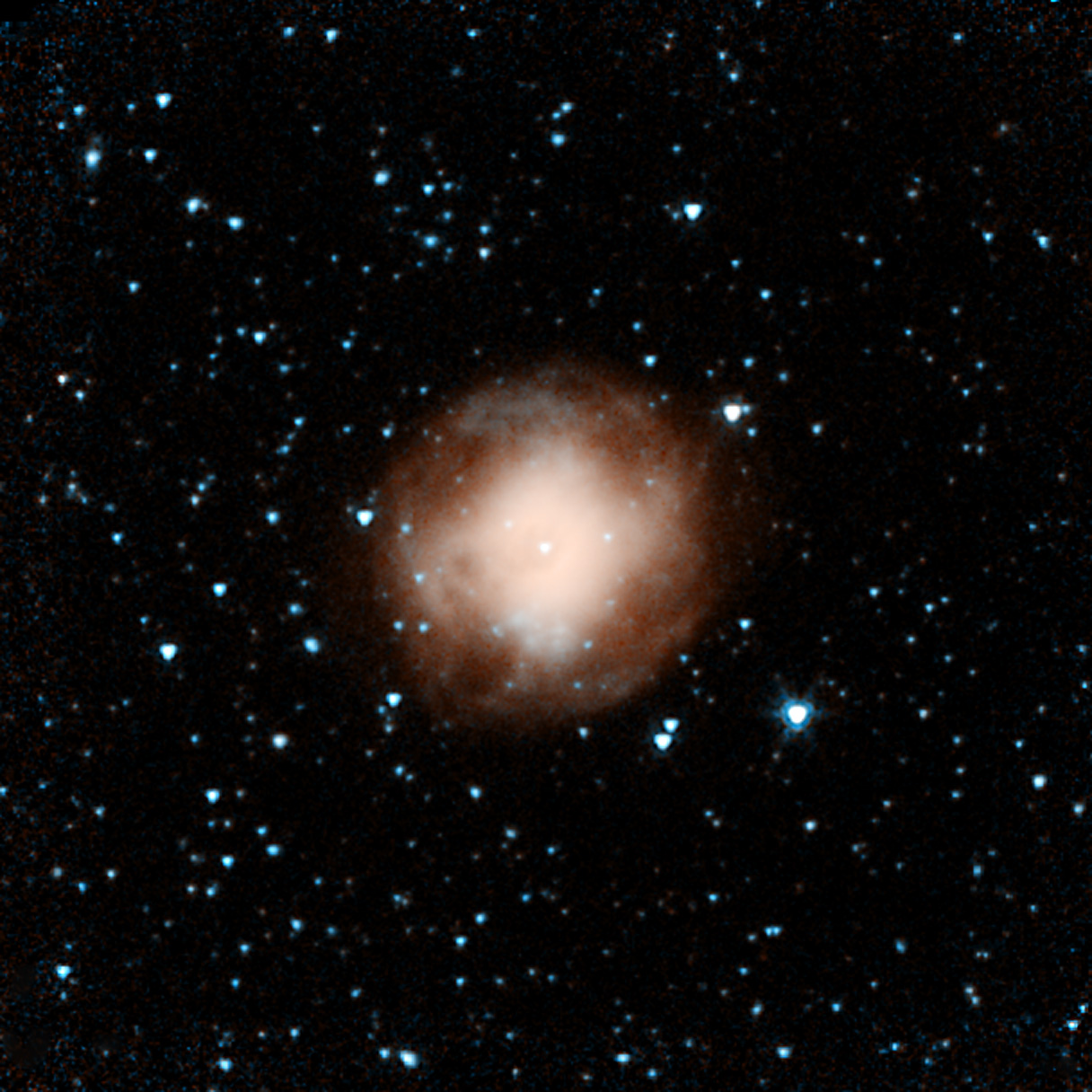
NGC 4361 en infrarouge par le télescope spatial Spitzer.

La magnitude visuelle de cette étoile est égale à 13,09 et sa masse est estimée à 1,312 {\displaystyle M_{\odot }}. Sa température de surface atteint les 126 kK ({\displaystyle Log(T_{eff})=5,1}) et sa luminosité est égale à 3 470 {\displaystyle L_{\odot }} ({\displaystyle Log(L/L{\odot })=3,54}). Le rayon de la nébuleuse est estimé à 0,285 pc.